# Alue Meutuah
Alue Meutuah is een bestuurslaag in het regentschap Aceh Selatan van de provincie Atjeh, Indonesië. Alue Meutuah telt 418 inwoners (volkstelling 2010).